# Megaselia laeviceps
Megaselia laeviceps är en tvåvingeart som beskrevs av Schmitz 1948. Megaselia laeviceps ingår i släktet Megaselia och familjen puckelflugor. Inga underarter finns listade i Catalogue of Life.